# Over water
Over water is een fictiereeks van Tom Lenaerts en Paul Baeten Gronda. De serie wordt geproduceerd door het productiehuis Panenka met onder andere Tom Dewispelaere, Natali Broods, Ruth Becquart en Tom Van Dyck in de hoofdrollen.
Vanaf 16 december 2018 wordt deze tiendelige reeks uitgezonden op Eén. Een eveneens tiendelige vervolgreeks is op dezelfde zender te zien vanaf 12 januari 2020.

## Verhaal

### Reeks 1
Voormalig tv-presentator John Beckers krijgt van zijn vrouw en hun twee kinderen de laatste kans om zijn leven weer op de rails te krijgen en hun vertrouwen terug te winnen. Na een zoveelste verblijf in de ontwenningskliniek gaat John aan de slag bij het expeditiebedrijf van zijn schoonvader in de Haven van Antwerpen. John krijgt aan het begin een voicemailbericht van zijn schoonvader Freddy met als boodschap: John, Freddy hier. Als je hier wat rapper zou kunnen zijn, zou dat heel goed zijn.
John leert in het bedrijf van zijn schoonvader de excentrieke ex-gedetineerde Carl Dockx kennen. In de haven ontmoet hij ook Patrick De Beco, die een groot deel van de gebouwen aan de haven bezit. Op vrijdagavond is er een feest in de haven, waar Freddy, de schoonvader van Beckers aanwezig is, net als De Beco en Dockx. Freddy verlaat het feest. John moet hem oppikken aan dok 32. Opnieuw krijgt John een voicemail bericht met de woorden: John, Freddy hier. Als je hier wat rapper zou kunnen zijn, zou dat heel goed zijn. Ik heb iets gedaan dat ik niet had moeten doen. Ik bedoelde het goed. Hij vindt zijn schoonvader levenloos terug met in zijn buurt een pistool en een grote som geld.
Op de lijkschouwing blijkt dat Freddy verdronken is, na een klap op het hoofd. Freddy leefde dus nog toen John hem vond. De wereld verdwijnt stilaan onder de voeten van John. Het blijkt ook dat hij afgeperst wordt. John begint terug met drinken. Hij laat Ella zijn grote geheim zien: het appartement dat hij huurt en waar hij zijn vriend Barry verzorgt. Meteen wordt ook duidelijk wat er met Barry gebeurd is. Hij kreeg een ongeval na de laatste televisieopname van John.
Voor het verdacht overlijden van Freddy wordt intussen Carl ondervraagd. Carl vertelt de politie dat hij Patrick De Beco verdenkt van de moord. De Beco bezoekt Carl bij hem thuis. Hij is te weten gekomen dat Ella de dochter is van Carl. Ook Marjan weet met zichzelf geen blijf. Na het overlijden van haar vader wil ze troost zoeken bij haar minnaar Kain, maar die blijkt ook een relatie te hebben met haar dochter Julie. John krijgt een voorstel van een zekere Benedicte De Pelsmaecker. Hij krijgt 15.000 euro per nacht als hij drugs laat passeren bij het havenbedrijf. John weigert het voorstel.
Wanneer blijkt dat de erfenis van Freddy maar enkele duizenden euro is, aanvaardt John het voorstel van De Pelsmaecker en verdient 15.000 euro die nacht. John wordt echter in de gaten gehouden door een mannetje van De Pelsmaecker en door Carl. Carl confronteert John hiermee. Ook Ella komt achter deze handel als ze het geld ontdekt in het appartement bij Barry. Met Marjan gaat het steeds slechter. Ze ligt in de clinch met Kain, die nog steeds met Julie omgaat. John wordt opnieuw in elkaar geslagen omdat hij zijn oude gokschulden nog niet heeft terugbetaald. Ondanks dat hij zich clean voordoet blijft hij drinken en gokken. John spreekt met Carl en Ella af dat ze meedoen met de drugshandel voor zes maanden.
Het geld stroomt binnen en John wordt niet meer afgeperst door de gokmaffia, omdat hij een 'vriend' is van De Pelsmaecker. De Beco begint nu ook Ella te intimideren tot frustratie van Carl. John valt in de armen van Ella en er ontstaat een vrijpartij. Dan wordt John gebeld door Carl. Hij wil hem dringend spreken. Carl vertelt zijn geheim: hij is de vader van Ella. De relatie tussen John en Ella wordt steeds passioneler. Tegelijk wordt de kloof met Marjan steeds groter. Talhaoui is De Beco op het spoor. Haar chef houdt haar tegen, tot hij een telefoon krijgt van De Pelsmaecker. De politie valt in groten getale binnen bij De Beco, maar ze vinden niets.

### Reeks 2
John zit in de gevangenis. Hij krijgt er bezoek van Barry die uit zijn coma is ontwaakt. John komt vrij maar krijgt te horen dat Marjan zich van hem heeft laten scheiden. Marjan doet bij de politie aangifte van de onrustwekkende verdwijning van Patrick De Beco. De politiecommissaris wordt door De Pelsmaecker onder druk gezet om haar verder hand-en-spandiensten te verlenen. John en Carl vernemen dat Ella zwanger is. John krijgt een aanbod om een nieuwe tv-quiz te presenteren maar heeft er geen zin in. Hij tekent een contract bij De Pelsmaecker om voor haar te werken als 'tijdelijke' ceo van de firma De Beco. In het vooruitzicht van de verkiezingen, waarvoor de slogan 'Proper water' is bedacht, vat de havenschepen het plan op om de commissaris te offeren.
Ella is de leugens die John blijft opdissen over hoe hij aan zijn vele geld komt beu. Ze zet hem aan de deur. Van De Pelsmaecker krijgt John de opdracht in korte tijd een geschikte locatie en personeel te vinden om de vergaarde cocaïne klaar te maken en in omloop te brengen. Hij kan Barry (die zonder dat hij het weet een relatie begonnen is met Julie) voor de vertrouwensfunctie strikken, maar vangt bot bij Carl. Havenschepen Van Cauwenberghe vindt bezwarende documenten tegen de commissaris. De medewerker van De Pelsmaecker schiet de schepen, die ook door ideeën uit te wisselen met Marjan ernst wil maken met zijn 'war on drugs', in het been. Wat als afschrikking was bedoeld, blijkt het omgekeerde effect te sorteren: Van Cauwenberghe gebruikt het incident voor zijn verkiezingscampagne. De Pelsmaecker toont dat ze over lijken gaat en ook in het stadhuis haar mannetje heeft.
Van Cauwenberghe kan het steeds beter met Marjan vinden. Hij krijgt bezoek van De Pelsmaecker die hem foto's in handen speelt van de moord op Patrick De Beco, in ruil voor het ontzien van 'haar' bedrijven in de Antwerpse haven. Op die foto's is Carl te zien. Als Ella's zogeheten vader gestorven is, wordt Carl intens geconfronteerd met zijn verleden. Zowel Marjan als Ella krijgen te horen dat Barry en Julie een relatie hebben, nog steeds zonder dat John ervan weet. De Pelsmaecker laat de politiecommissaris voelen wie de baas is. Van Cauwenberghe is van streek en vermoedt dat De Pelsmaecker achter de uitschakeling van de commissaris zit. Hij ontdekt ook dat de naam Michielsen op de lijst van te beschermen bedrijven staat. Dat brengt hem in de war, want hij is echt verliefd op Marjan. Hij geeft de jonge rechercheur Sven de foto's van de moord op De Beco, met de opdracht de zaak op te lossen. John wil een hoger percentage van De Pelsmaecker, die hem De Beco's bedrijf in het vooruitzicht stelt. Haar avances wijst hij echter af. Als hij hoort wie Julies vriend is, wordt hij razend op Barry.
John probeert Ella te paaien door een mooie villa te kopen, maar zij aarzelt. Carl zoekt opnieuw contact met zijn vroegere geliefde Ritje. Ook neemt hij voor de duur van de schorsing op school Arno bij hem in dienst. Rechercheur Sven installeert afluisterapparatuur bij zijn moeder, bij wie Carl in therapie is. Barry toont Julie de plek waar John zijn vele geld heeft verstopt. John dringt bij De Pelsmaecker aan op de overname van Michielsen. Als Ritje voor een avondetentje bij Carl is uitgenodigd, doet ze een akelige ontdekking. Carl krijgt te horen dat hij uitgezaaide longkanker heeft en probeert er nog een tijdje met Ritje het beste van te maken. Julie vertelt Marian over de grote hoop verdacht geld van John. Die probeert een deel van zijn geld wit te wassen en beslist om nv Michielsen over te kopen. De Pelsmaecker voelt zich amoureus maar ook zakelijk door John gepasseerd.
Carl en Ritje vertellen aan Ella wie haar echte vader is. Ze reageert afwijzend. Buelens waarschuwt John, die intussen Michielsen nv voor 8 miljoen van Marjan heeft overgenomen, dat De Pelsmaecker hem wil laten uitschakelen. Hij wordt zelf door een huurmoordenaar neergeschoten. Carl biecht tegen zijn therapeute op dat hij De Beco heeft vermoord. Sven spreekt met de havenschepen af Carl op te pakken, maar die wordt wanneer de politie arriveert in kritieke toestand naar het ziekenhuis gebracht. De huurmoordenaar neemt John Beckers in het vizier. Door toedoen van Barry ontsnapt John aan de aanslag, Ella komt er met een schouderwond van af. Op zijn sterfbed biecht Carl op dat hij De Beco heeft vermoord omdat hij dacht dat die Freddy had omgebracht. John vertelt hem hoe hij die avond Freddy per ongeluk heeft aangereden. Marjan is van streek over het leugenachtige gedrag van hen beiden. Voor de politie haar kan arresteren vlucht De Pelsmaecker naar het buitenland. Van Cauwenberghe zet John onder druk om zich aan te geven bij de politie en het schuldig verzuim bij het ongeval toe te geven. Zo niet, speelt hij een bezwarende foto van Johns betrokkenheid bij de moord op De Beco aan de politie door en zal die voor jaren in de gevangenis belanden. Het slotbeeld toont John vol vertwijfeling boven een diepe sluis.

## Rolverdeling
| Acteur                | Personage                | Opmerkingen                                         |
| --------------------- | ------------------------ | --------------------------------------------------- |
| Tom Dewispelaere      | John Beckers             | gevallen tv-ster die de draad probeert op te pikken |
| Tom Van Dyck          | Carl Dockx               | medewerker en vriend van John                       |
| Natali Broods         | Marjan Michielsen        | vrouw van John, galeriehoudster                     |
| Evgenia Brendes       | Ella Goes                | secretaresse bij Michielsen NV                      |
| Jeroen Perceval       | Barry Snoeck             | ex-manager van John                                 |
| Herman Gilis          | Freddy Michielsen        | oprichter Michielsen NV, vader van Marjan           |
| Kevin Janssens        | Patrick De Beco          | eigenaar transportmaatschappij in de haven          |
| Violet Braeckman      | Julie Beckers            | dochter van John en Marjan                          |
| Jef Hellemans         | Arno Beckers             | zoon van John en Marjan                             |
| Ruth Becquart         | Benedicte De Pelsmaecker | advocate en zakenvrouw                              |
| Martha Canga Antonio  | Ticha                    | assistente in de kunstgalerie van Marjan            |
| Ikram Aoulad          | Rasha Talhaoui           | rechercheur                                         |
| Oscar Willems         | Sven Van Oevelen         | rechercheur                                         |
| Frank Vercruyssen     | Staf Van Hellemont       | commissaris                                         |
| Soufiane Chilah       | Wallid El Idrissi        | rechterhand van De Beco                             |
| Ramsey Nasr           | Kain                     | kunstenaar                                          |
| Stijn Van Opstal      | Wim Van Cauwenberghe     | havenschepen van stad Antwerpen                     |
| Bruno Vanden Broecke  | Didier Buelens           | rechterhand van Van Cauwenberghe                    |
| Alejandra Theus       | Karen Demesmaecker       |                                                     |
| Valentijn Dhaenens    |                          | dokter ontwenningskliniek                           |
| Tom Vermeir           | Mark Verbist             | dokter                                              |
| Gert Winckelmans      |                          | rechterhand van De Pelsmaecker                      |
| Gert Portael          | Daisy                    | secretaresse van De Pelsmaecker                     |
| Chris Nietvelt        | Ritje                    | moeder van Ella                                     |
| Luc Nuyens            | Robert                   | notaris, bevriend met De Beco                       |
| Peter Thyssen         | Guy                      |                                                     |
| Stefan Perceval       | Marek                    | afperser                                            |
| Michael Vergauwen     | Mirko                    | afperser                                            |
| Bram De Maere         | Jacky                    |                                                     |
| Caroline Stas         |                          | verpleegster                                        |
| Hans Van Cauwenberghe |                          | schooldirecteur                                     |
| Tanja Oostvogels      |                          | onderzoeksrechter                                   |
| Tiny Bertels          |                          | therapeute, moeder van Sven                         |
| Maaike Neuville       |                          | dokter                                              |
| Peter De Graef        |                          | dokter                                              |
| Goele Derick          |                          | vrouw in wasserette                                 |
| Mungu Cornelis        | Olivier                  | makelaar                                            |
| Michel Bauwens        |                          | burgemeester                                        |
| Sam Bogaerts          | Hugo                     |                                                     |

## Afleveringen
| Aflevering | Titel                   | Uitzending       | Live kijkers | Marktaandeel live | Live + 6 kijkers |
| ---------- | ----------------------- | ---------------- | ------------ | ----------------- | ---------------- |
| 1          | Alles komt goed         | 16 december 2018 | 1.112.485    |                   | 1.412.143        |
| 2          | De verdwijning          | 23 december 2018 | 1.084.871    |                   | 1.355.791        |
| 3          | De verleiding           | 30 december 2018 | 743.690      |                   | 1.030.467        |
| 4          | Een nieuwe gok          | 6 januari 2019   | 879.792      |                   | 1.153.970        |
| 5          | Duidelijke afspraken    | 13 januari 2019  | 881.918      |                   | 1.091.873        |
| 6          | Een vriendendienst      | 20 januari 2019  | 914.594      |                   | 1.133.253        |
| 7          | Biechten of zwijgen     | 27 januari 2019  | 935.680      |                   | 1.123.818        |
| 8          | Sporenonderzoek         | 3 februari 2019  | 1.012.011    |                   | 1.234.734        |
| 9          | De buit is bijna binnen | 10 februari 2019 | 981.055      |                   | 1.149.882        |
| 10         | Het finalespel          | 17 februari 2019 | 1.007.141    |                   | 1.220.601        |

| Aflevering | Titel                 | Uitzending       | Live kijkers | Marktaandeel live | Live + 6 kijkers |
| ---------- | --------------------- | ---------------- | ------------ | ----------------- | ---------------- |
| 11         | Vrij                  | 12 januari 2020  | 966.923      |                   | 1.222.545        |
| 12         | Nieuwe kansen         | 19 januari 2020  | 962.128      |                   | 1.124.659        |
| 13         | Uitbreiden            | 26 januari 2020  | 906.122      |                   | 1.062.279        |
| 14         | Vertrouwen            | 2 februari 2020  | 882.351      |                   | 1.073.526        |
| 15         | Winnen en verliezen   | 9 februari 2020  | 962.279      |                   | 1.107.141        |
| 16         | Ongepaste maatregelen | 16 februari 2020 | 865.100      |                   | 1.057.494        |
| 17         | Overnames             | 23 februari 2020 | 831.494      |                   | 1.008.403        |
| 18         | Goede raad            | 1 maart 2020     | 907.289      |                   | 1.089.678        |
| 19         | Benedicte             | 8 maart 2020     | 774.543      |                   | 981.286          |
| 20         | Afscheid              | 15 maart 2020    | 924.960      |                   | 1.166.151        |